# Abriola
Abriola é uma comuna italiana da região da Basilicata, província de Potenza, com cerca de 1.804 habitantes. Estende-se por uma área de 96 km², tendo uma densidade populacional de 19 hab/km². Faz fronteira com Anzi, Calvello, Marsico Nuovo, Pignola, Sasso di Castalda, Tito.

## Demografia
| Variação demográfica do município entre 1861 e 2011                               |
|                                                                                   |
| Fonte: Istituto Nazionale di Statistica (ISTAT) - Elaboração gráfica da Wikipedia |